# ناحیه الین، شهرستان جویل، کانزاس
شهرستان الین، بخش جویل، کنساس (به انگلیسی: Allen Township, Jewell County, Kansas) یک منطقهٔ مسکونی در ایالات متحده آمریکا است که در کانزاس واقع شده‌است.

## خصوصیات
شهرستان الین ۹۰٫۲۷ کیلومترمربع مساحت و ۴۳ نفر جمعیت دارد و ۵۲۵ متر بالاتر از سطح دریا واقع شده‌است.